# Cecil McMaster
Cecil Charles McMaster (10. juni 1900 – 11. september 1981) var en sydafrikansk atlet som deltog i de olympiske lege 1920 i Antwerpen og 1924 i Paris.
McMaster vandt en bronzemedalje i atletik under OL 1924 i Paris. Han fik en andenplads i disciplinen 10 kilometer kapgang bagefter Ugo Frigerio fra Italien og Gordon Goodwin fra Storbritannien. Der var treogtyve deltagere fra tretten lande som deltog i disciplinen. Finalen bestod af ti kapgængere og blev afviklet den 13. juli 1924.